# توم بوث
توم بوث (بالإنجليزية: Tom Booth)‏ (25 أبريل 1874 في المملكة المتحدة - 7 سبتمبر 1939 ببلاكبول في المملكة المتحدة) هو لاعب كرة قدم بريطاني (وحمل سابقاً جنسية المملكة المتحدة لبريطانيا العظمى وأيرلندا) في مركز الدفاع. شارك مع منتخب إنجلترا لكرة القدم. أما مع النوادي، فقد لعب مع بريستون نورث إيند وبلاكبيرن روفرز ونادي إيفرتون ونادي كارلايل يونايتد.

## وصلات خارجية
- توم بوث على موقع قاعدة بيانات كرة القدم.إي يو (الإنجليزية)
- توم بوث على موقع ناشيونال فوتبول تيمز (الإنجليزية)